# Kozlík celolistý

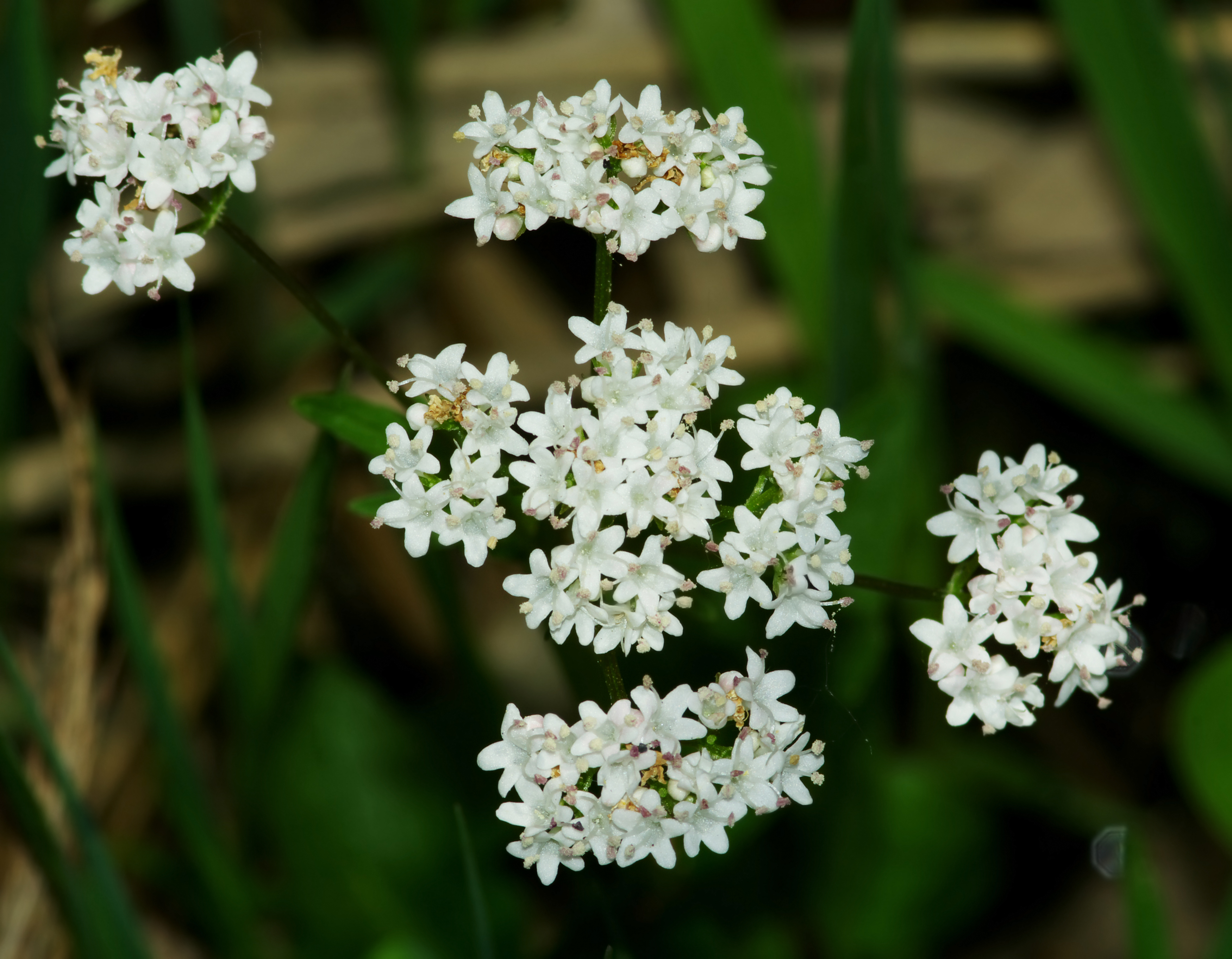
Květenství

Kozlík celolistý (Valeriana simplicifolia) je nevysoká, vlhkomilná, drobnými bílými květy kvetoucí bylina. Je v české přírodě původní druh s malým areálem, vyskytuje se pouze na nevelikém území na Moravě. S ohledem na fytogeografickou izolovanost a roztroušený výskyt je posuzován v Červeném seznamu cévnatých rostlin České republiky jako ohrožený druh (C3).

## Výskyt
Roste ve střední a východní Evropě s těžištěm výskytu ve Východních a Západních Karpatech. Je původní druh v Rakousku, na východě České republiky, v karpatské oblasti Slovenska, v Polsku a přerušovaně zasahuje i do Pobaltských států a evropských částí Ruska.
V ČR jej lze nalézt pouze na severovýchodě Moravy, kde vyrůstá v Beskydech, Javornících, Hostýnských vrších a v Bílých Karpatech ve výšce 500 až 1000 m n. m. Jen zcela výjimečně bývával spatřen v okolí Ostravy, Opavy nebo v Rychlebských horách.

## Ekologie
Rostlina dává přednost vlhčím biotopům, vlhkým až mokrým loukám, zatravněným slatinám, rašeliništím nebo světlým místům ve vlhkých údolních lesích, nejčastěji v olšinách. Požaduje půdy vlhké až zamokřené, dostatečně zásobené minerály a neutrální až mírně alkalické. Vykvétá v květnu a červnu. Ploidie je 2n = 16.

## Popis
Vytrvalá, dvoudomá, jen řídce mnohomanželná, rostlina se světle zelenou, přímou lodyhou vysokou 20 až 50 cm, které je hranatá, nevýrazně křídlatá a pod uzlinami řídce chlupatá. Vyrůstá z plazivého, rozvětveného oddenku asi 3 mm hrubého s mnoha tenkými kořínky, z kterého raší i sterilní růžice. Listy přízemních růžic jsou dlouze řapíkaté, vejčité, celokrajné a asi 3 cm dlouhé. Lodyha bývá porostlá až čtyřmi páry listů, které jsou přisedlé nebo mají krátký křídlatý řapík a na žilkách spodní strany jsou pýřité. Jejich čepele jsou podlouhle vejčité až kopinaté, 4 až 7 cm dlouhé a 2 až 3 cm široké, na vrcholu tupé a po obvodě celokrajné, horní bývají nepravidelně hrubě zubaté až peřenoklané.
jednopohlavné květy s čárkovitými listeny vyrůstají v hustých, vrcholových, tříramenných vidlanech, samčí květenství bývají řidší. Větší samčí květ má pět narůžovělých korunních lístků asi 3 mm dlouhých a tři z koruny čnící tyčinky s purpurově červenými prašníky. Samičí květ má pět bílých korunních lístků asi 1 mm velkých a ze tří plodolistů složený spodní jednovaječný semeník nesoucí třílaločnou bliznu.
Protandrické květy opyluje hmyz s delším sosákem, nacházející nektar u spodu koruny. Rostliny se samčími květy vykvétají o několik dnů dříve než rostliny samičí. Za květu jsou kališní lístky svinuté, téměř nezřetelné, po odkvětu se z nich u samičích květů vyvine pérovitý chmýr. Plod je úzce vejcovitá, jednosemenná nažka 2,5 mm dlouhá s paprskovitě rozloženým chmýrem.

## Význam
Kozlík celolistý má pravděpodobně obdobné léčivé vlastnosti jako kozlík lékařský, pro jeho omezený výskyt dosud nebyl dostatečně zkoumán. Navíc v Česku je považován za ohrožený druh (C3).